# Медин, Владимир Егорович
Владимир Егорович Медин (1913 год, Зелёное (сегодня — Рязанский район Рязанской области), Российская империя — дата и место смерти не известны) — колхозник, Герой Социалистического Труда (1948).

## Биография
Родилась в 1913 году в селе Зелёное. В 1931 году переехал в Казахскую ССР, где стал работать трактористом в рисоводческом колхозе Каратальского района Талды-Курганской области. C 1934 года по 1937 год работал бригадиром тракторной бригады. Позднее был механиком, заведующим и главным инженером МТМ. С 1958 года работал механиком Уштобинской РТС и позднее — механиком Уштобинского рисоводческого колхоза.
В 1947 году бригада механиков, руководимая Владимиром Мединым, обеспечивала посевную и сбор урожая, что позволило колхозам, которые обеспечивала Уштобинская МТС, выполнить план на 140 %. В этот год Уштобинская МТС вспахала 6304 гектаров вместо запланированных 5784 гектаров. Было засеяно 4159 гектаров при плане 2282 гектаров.
Член КПСС с 1950 года.

## Награды
- Орден «Знак Почёта»;
- Герой Социалистического Труда — Указом Президиума Верховного Совета от 28 марта 1948 года за получение высокого урожая колхозами радиуса Уштобинской МТС.
- Орден Ленина;

## Источник
- Герои Социалистического труда по полеводству Казахской ССР. Алма-Ата. 1950. 412 стр.